# قلط
القِلْطُ (بالإنجليزية: Celt)‏ (بالألمانية: Kelt) هي مجموعة من الشعوب الهندية الأوربية التي عاشت في مناطق واسعة من أوربا والأناضول، وتمتاز هذه الشعوب باستعمال للغات القلطية وبعناصر ثقافية أخرى متشابهة. من بين الشعوب القلطية القديمة: الغاليون، والغيليون، والغلاطيون، والجليقيون.
عُرِفَ القلط قديماً عند العرب، الذين جاؤوا في تفسير معنى اسمهم، وإن لم يكن عربياً، بإحدى الروايات، وهي أن «العرب قالت القلطي للقصير جداً من الناس والسنانير … لأن القلط كانوا مشهورين بصغر أجسامهم وعظم شجاعتهم.»
لطالما كان القلط في صراع مع الرومان، كما في غزوات الغاليين على إيطاليا (من القرن الرابع إلى القرن الثاني ق.م)، وغزو الرومان لبلاد الغال (القرن الأول ق.م)، وغزوهم لبريطانيا (القرن الأول ب.م).
بالرغم من أن القلط اليوم منحصرون في الحافة القلطية المزعومة في ساحل الأطلسي من جهة غرب أوربا، فإن اللغة القلطية كانت اللغة المهيمنة على أوربا، من إيرلندا حتى البرتغال وشمال إيطاليا وسلوفاكيا. تشير المصادر الأثرية والتاريخية إلى أن أقصى امتداد للقلط كان في القرون السابقة للميلاد، وأنهم وجدوا أيضاً في شرق أوربا وآسيا على شكل أقليات.

## الاسم والاصطلاح

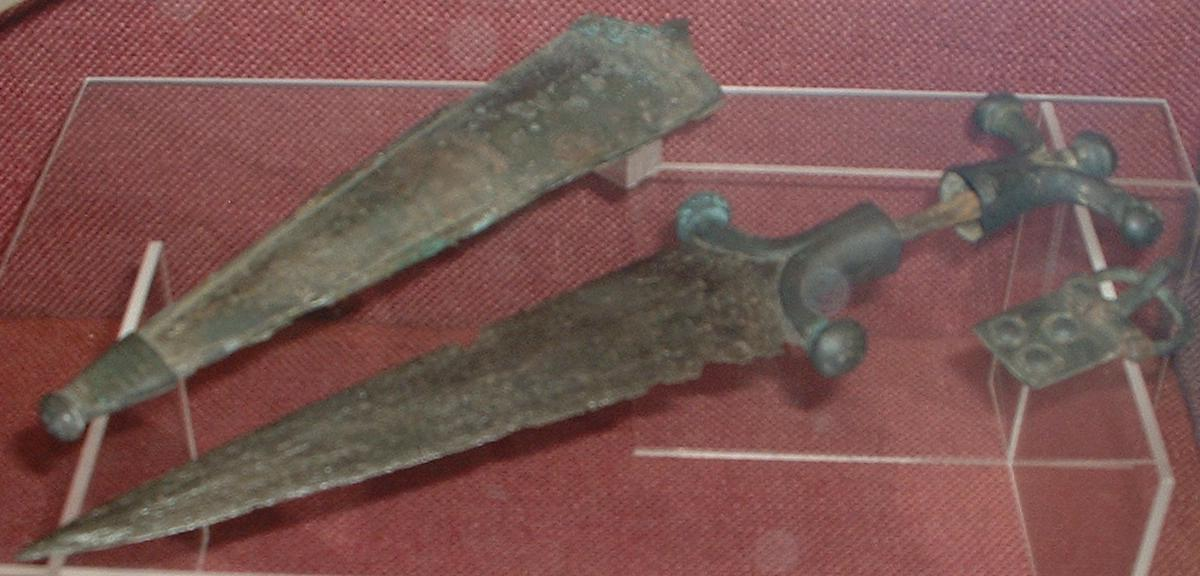
خنجر قلطي مع غمدٍ ومشبكٍ عثر عليهم في بريطانيا.

استخدم مصطلح قلط (بالإغريقية: Κέλται؛ باللاتينية: Celtae) كعلامة على الهوية الفردية للعديد من الشعوب في أوقات مختلفة. تشير القلطية إلى المفهوم الذي يربط هذه الشعوب. تاريخياً، تطورت نظريات تفترض أن لغة مشابهة، مصنوعات مادية، وعوامل ميثولوجية كانت دلائل على أصل عرقي مشترك؛ غير أن النظريات اللاحقة عن الانتشار الثقافي لشعوب مقيمة مختلفة قلل من قيمة النظريات السابقة. ومؤخراً، دعمت بعض الدراسات الجينية التي كشفت الأصول المتحددة للشعوب المفهوم الحالي المتعلق بالميراث الثقافي العام.
استخدم المصطلح قلطية أيضاً للإشارة إلى العديد من الثقافات الأثرية. الرابط بين اللغة والمصنوعات افتراض ما لم يكن النص حاضراً، ولذا فإن المصطلح قلطية محفوظ بواسطة اللغويين للعائلة اللغوية، لكنه مستخدم بشكل عام على نطاق أوسع.
كان للقلط دين متعدد مقيم، وثقافة مميزة. في العصر الحديدي، كانوا منتشرين من شبه الجزيرة الأيبيرية حتى تركيا، لكن موطن لغتهم الأصلي موضع خلاف. توسع الإمبراطورية الرومانية من الجنوب، والقبائل الجرمانية من الشرق سطر نهاية الثقافة القلطية في الأراضي الأروبية، بينما احتفظت بريتاني وحدها بلغتها القلطية وهويتها، وقد يكون ذلك بسبب المهاجرين من بريطانيا العظمى. وصف يوليوس قيصر مصطلح قلط بأنه الكلمة المستخدمة بواسطة شعب وسط فرنسا (فقط) للإشارة إلى أنفسهم، بينما كان الاسم الروماني المعطى لهم هو الغال.

## المنشأ
تُعدّ اللغات القلطية فرعًا من اللغات الهندية الأوروبية. بحلول الوقت الذي تم فيه ذكر القلطية لأول مرة في السجلات المكتوبة حوالي 400 قبل الميلاد، قُسِّمُوا بالفعل إلى عدة مجموعات لغوية، وانتشرت في معظم أنحاء غرب أوربا القارية وشبه الجزيرة الأيبيرية وأيرلندا وبريطانيا. تطورت اللغات إلى فروع قلطيبيرية وجودية وبريثونية، من بين لغات أخرى.

### حضارة أورنفيلد-هالستات
وفقًا لوجهة النظر اتي كانت سائدة خلال معظم القرن العشرين، فإن اللغتين القلطية والقلطية البدائية قد نشأتا من حضارة أورنفيلد في وسط أوربا حوالي 1000 قبل الميلاد، وانتشرتا غربًا وجنوبًا على مدى بضع مئات من السنوات التالية. سادت حضارة أورنفيلد في وسط أوربا خلال أواخر العصر البرونزي حوالي 1200 إلى 700 قبل الميلاد. أدى الدخول في العصر الحديدي إلى تطور حضارة هالستات (من 800 إلى 500 قبل الميلاد) من حضارة أورنفيلد في منطقة واسعة شمال في جبال الألب. تطورت حضارة هالستات لاحقًا إلى حضارة لاتين منذ حوالي 450 قبل الميلاد، والتي تم التعرف عليها من خلال الفن القلطي.
في عام 1846، اكتشف يوهان جورج رامساور مقبرة قديمة يوجد فيها مستلزمات لقبور مميزة في هالستات، النمسا. بسبب أن المدافن «تعود تقريبًا إلى الوقت الذي تم فيه ذكر القلط بالقرب من نهر الدانوب من قِبَل هيرودوت، فقد خلّص رامساور إلى أن القبور كانت قلطية بالفعل». تم العثور على مواقع وقطع أثرية مماثلة في منطقة واسعة، والتي سميت لاحقًا «حضارة هالستات». في عام 1857، تم اكتشاف الموقع الأثري لاتين في سويسرا. تميزت هذه المجموعة الضخمة من القطع الأثرية بأسلوب مميز. تم العثور على القطع الأثرية التي تعود لحضارة لاتين في أماكن أخرى في أوربا «لا سيما في الأماكن التي عُرفت بأن القلط قد عاشوا فيها وذلك بعد التصديق على وجود اللغات القلطية البدائية». نتيجةً لذلك، سرعان ما أصبحت هذه العناصر مرتبطة بالقلط، لدرجة أنه بحلول سبعينيات القرن التاسع عشر بدأ العلماء يعتبرون اكتشافات القطع الأثرية لحضارة لاتين هم فقط يمثلون «التعبير الأثري للقلط». اجتاحت الإمبراطورية الرومانية هذه الشبكة الثقافية، على الرغم من أن أسلوب حضارة لاتين كان ما يزال يُرى في القطع الأثرية الرومانية. في بريطانيا وأيرلندا، نجا أسلوب حضارة لاتين بشكل غريب ليعود إلى الظهور في الفن الجزيري.
بدأ الجدال حول نظرية أورنفيلد-هالستات في القرن العشرين الأخير، عندما تم قبول حقيقة أن أقدم النقوش المعروفة باللغة القلطية كانت تلك التي كتبها ليوبونتيك من القرن السادس قبل الميلاد وقلطيبيريان من القرن الثاني قبل الميلاد. تم العثور على تلك النقوش في شمال إيطاليا وأيبيريا، ولم يكن أي منهما جزءًا من حضارتي «هالستات» أو «لاتين» في ذلك الوقت. استندت نظرية أورنفيلد-هالستات جزئيًا إلى الكتابات من العالم اليوناني الروماني، مثل تاريخ هيرودوتس، الذي وضع القلط في منطقة في مركز نهر الدانوب. ومع ذلك، يُظهر ستيفن أوبنهايمر أن هيرودوت بدا وكأنه يعتقد أن نهر الدانوب ينبع بالقرب من جبال البرانس، ما يحدد أن القلط القدماء قد عاشوا في منطقة ما تتناسب مع ما كتبه المؤرخين الكلاسيكيين اللاحقين (أي في بلاد الغال وأيبيريا). استندت النظرية جزئيًا إلى وفرة النقوش التي تحمل أسماء شخصية قلطية في منطقة هالستات الشرقية (نوريكوم). ومع ذلك، يشير باتريك سيمز ويليامز إلى أن هذه النقوش تعود إلى العصر الروماني اللاحق، ويقول أيضًا بأنها تُعتبر «تسوية متأخرة نسبيًا من قِبَل النخبة الناطقة بالقلطية».

### نظرية «القلطية من الغرب»
في أواخر القرن العشرين، بدأ الجدال حول صحة نظرية أورنفيلد-هالستات بين بعض العلماء، والتي تأثرت بالاكتشافات الأثرية الجديدة. بدأت كلمة «قلط» تشير بشكل أساسي إلى «المتحدثين باللغات القلطية» بدلًا من الإشارة إلى ثقافة أو مجموعة عِرقية واحدة. اقترحت نظرية جديدة أن اللغات القلطية نشأت في وقت سابق من ذلك، في منطقة تقع على طول ساحل المحيط الأطلسي (بما في ذلك بريطانيا وأيرلندا وأرموريكا وأيبيريا) أي قبل وقت طويل من العثور على دليل على حضارة «القلط» في علم الآثار. جادل مايلز ديلون ونورا كيرشو تشادويك بأن «الاستيطان القلطي للجزر البريطانية» قد يعود إلى حضارة القدور الجرسية في العصر النحاسي والبرونزي (تقريبًا منذ عام 2750 قبل الميلاد). اقترح أيضًا مارتين ألماغرو غوربيه (2001) أن القطية قد نشأت في الألفية الثالثة قبل الميلاد، ما يشير إلى أن انتشار حضارة القدور الجرسية يفسر التشتت الواسع للقلطيين في جميع أنحاء أوربا الغربية، وكذلك التباين الواضح بين شعوبها. باستخدام نهج متعدد التخصصات، قام ألبرتو جي. لوريو وغونزالو رويز زاباتيرو بمراجعة ما توصل إليه ألماغرو غوربيه لتقديم نموذج لأصل المجموعات الأثرية القلطية في أيبيريا واقتراح إعادة التفكير في معنى «قلط».
طوّر جون تي كوخ وباري كانليف نظرية «القلط من الغرب». تقترح هذه النظرية أن اللغة القلطية البدائية قد نشأت في منطقة تقع على طول ساحل المحيط الأطلسي حيث كانت لغة التواصل المشتركة للشبكة الثقافية للعصر البرونزي الأطلسي، ثم انتشرت لاحقًا في الداخل والشرق. في الآونة الأخيرة، يقترح كانليف أن القلطية البدائية قد نشأت في منطقة المحيط الأطلسي حتى قبل ذلك أي بحوالي 3000 قبل الميلاد، ثم انتشرت شرقًا بالتزامن مع حضارة القدور الجرسية خلال الألفية التالية. تستند نظريته جزئيًا إلى علم مقارنة اللغة والتاريخ بالإضافة إلى وانتشار الأسماء ذات الطابع القلطي القديم والأطروحة القائلة بأن اللغة التارتسية كانت بالأصل قلطية. ومع ذلك، فإن الاقتراح بأن اللغة التارتسية كانت من بين فروع اللغة القلطية مرفوض تمامًا على نطاق واسع من قِبَل اللغويين، وكثير منهم يعتبرونها لغة بدون أي تصنيف.